# Julia Szeremeta
Julia Szeremeta (født 2003) er en polsk bokser.
Hun repræsenterede Polen ved sommer-OL i Paris i 2024 , hvor hun vandt sølv i fjervægtskategorien.